# Energoatom
Energoatom (in ucraino Національна атомна енергогенеруюча компанія «Енергоатом»?, Nacional’na atomna energogenerujuča kompanija «Еnergoatom»; in inglese National Nuclear Energy Generating Company of Ukraine «Еnergoatom», "Compagnia nazionale di generazione elettronucleare «Еnergoatom»") è l'azienda di Stato ucraina che si occupa della gestione delle quattro centrali nucleari attive nel territorio del paese nonché dello smantellamento dei tre reattori superstiti della centrale di Černobyl', operazione il cui completamento è previsto per il 2065.

## Descrizione
Energoatom produce il 47% dell'energia totale ucraina, ma nel futuro si aspetta di arrivare a controllare il 50/52% dell'energia ucraina.
Energoatom gestisce le centrali di Zaporižžja, Ucraina del Sud, Chmel'nyc'kyj e Rivne ed è in progetto la centrale nucleare di Čyhyryn.
Erano state progettate anche altre due centrali nucleari: Odessa e Crimea, ma per mancanza di soldi ha cancellato i due progetti.
Una volta chiuso nel 2000 l'ultimo reattore della centrale di Černobyl' e posizionato il nuovo "sarcofago" sopra i resti del reattore n° 4, Energoatom resta attiva per smaltire il contenuto all'interno dei reattori 1, 2 e 3. La prima operazione è finita nel 2018 e la seconda finirà nel 2065.
L'Energoatom ha usato a Černobyl' il Reattore nucleare RBMK e invece nelle altre centrali ha usato il Reattore nucleare VVER400 e il Reattore nucleare VVER1000.
Nel 2023, Enerhoatom è entrata meritatamente tra le prime 200 aziende in termini di fatturato nel 2022, dimostrando le sue prestazioni di successo e il contributo significativo all'economia mondiale.